# Тапин, Жан Уахитжанович
Жан Уахитжанович Тапин (род. 12 июля 1971, пос. Шахан, Карагандинская область, Казахская ССР) — казахстанский оперный певец (тенор). Заслуженный деятель Республики Казахстан (2013).

## Биография
Родился 12 июля 1971 года в пос. Шахан Карагандинской области.
В 1993 году окончив училище с отличием, поступает в Казахскую Национальную консерваторию им. Курмангазы на вокально-хоровое отделение.
В 1998 году окончил вокально-хоровой факультет Казахской национальной консерватории им. Курмангазы.
С 2000 по 2002 годы стажировка в Казахской национальной консерватории им. Курмангазы в классе профессора, Заслуженного артиста РК Ш. К. Абилова, оперный класс у профессора, Народного артиста РК — Б. А. Жаманбаева.
С 2007 по 2010 годы проходил стажировку в городах Йези и Озимо (Италия).
С 2003 по 2007 годы солист оперы Казахского государственного театра оперы и балета им. Абая.
С 2007 по 2013 годы солист оперы Национального театра оперы и балета им. К.Байсеитовой. (Астана).
С 2013 года ведущий солист оперы КазГАТОБ «Astana Opera».

## Репертуар
- Толеген («Кыз Жибек» Е. Брусиловского)
- Альмавива («Сeвильский цирюльник» Дж. Россини)
- Альфред («Трaвиата» Дж. Верди)
- Герцог («Ригoлетто» Дж. Верди)
- Ленский («Евгений Онегин» П. И. Чайковского)
- Вертер («История любви и смерти юного Вертера» Ж. Массне)
- Пилад («Орест» Г. Ф. Генделя)
- Дон Оттавио («Дон Жуан» В.Моцарта)
- Тамино («Волшебная флейта» В.Моцарта)
- Бельмонте («Похищение из Сераля» В.Моцарта)
- Феррандо («Так поступают все» В.Моцарта)
- Немарино («Любовный напиток» Г. Доницетти)
- Эрнесто («Дон Паскуале» Г. Доницетти)
- Фентон («Фальстаф» Дж. Верди)
- Кассио («Отелло» Дж. Верди)
- Понг («Турандот» Дж. Верди)
- Молодой цыган («Алеко» С. Рахманинова)
- Лыков («Царская невеста» Н.Римский-Корсакова)
- Левко («Майская ночь» Н.Римский-Корсакова)
- Ульдино («Аттила» Дж. Верди)
- Серик («Біржан-Сара» М. Тулебаева)
- Рудольф («Богема» Дж. Пуччини)
- Сполетта («Тоска» Дж. Пуччини)

## Достижения
Награды вокальных конкурсов:
- 2004 — лауреат II премии Международного конкурса вокалистов им. Б.Толегеновой.
- 2005 — лауреат I премии Республиканского конкурса вокалистов им. К.Байсеитовой.
- 2007 — лауреат специальной премии Международного конкурса вокалистов г. Неаполь (Италия).

## Награды и звания
- 2013 — Указом Президента Республики Казахстан награждён почётным званием «Заслуженный деятель Республики Казахстан».[2][3]